# Batman (videojuego de 2013)
Batman es un juego de arcade de combate vehicular realizado en el 2013. Fue desarrollado por Specular Interactive y lanzado por Raw Thrills. El juego puede ser de un jugador o multijugador (si  hay un gabinete enlazado).

## Gameplay
En Batman, los jugadores pueden elegir uno de los diez modelos diferentes de Batmobile de diferentes versiones del personaje. El juego consiste en misiones de combate vehicular contra El Joker, Bane, Sr. Frío y sus respectivos matones en Gotham City. Una misión en cada historia ve al jugador volar El Murciélago de The Dark Knight Rises . El juego presenta armas actualizables como Sky Drone, Batarangs y Battering Ram. 
El juego tiene un sistema de perfiles para que cada jugador pueda guardar su progreso en el juego y retomarlo más tarde.

## Batmobiles
Los diez diferentes Batimóviles son: 
- Batman (Serie de televisión): Diseñado por George Barris
- Batman (Serie de televisión) (Chrome Versión): Diseñado por George Barris
- Batman (1989 película): Diseñado por Anton Furst
- Batman: La Serie Animada: Diseñado por Shayne Poindexter
- Batman Forever: Diseñado por Barbara Ling
- Batman & Robin (película): Diseñado por Barbara Ling
- El Caballero Oscuro (película): Diseñado por Nathan Crowley
- Batman: El valiente y rudo : Diseñado por James Tucker y Art Lee
- Batman: Arkham Asilo: Diseñado por Rocksteady Estudios
- The Dark Knight Rises (El Murciélago): Diseñado por Nathan Crowley

## Gabinete
El gabinete arcade para Batman consta de más de 500 LED que cambian de color, un asiento y volante estilo Batman con retroalimentación de fuerza, así como un gran emblema brillante de murciélago sobre el gabinete. Diferentes acciones en pantalla activarán los diversos efectos de iluminación y patrones del gabinete.

## Desarrollo
El desarrollo de Batman comenzó en 2011 en Specular Interactive y trabajaron con Warner Brothers para construir todos los Batimobiles y el entorno de Gotham City. Según Steve Ranck, el equipo de Specular Interactive pasó mucho tiempo construyendo Gotham City, que en este juego "es casi 10 millas cuadradas de varios suburbios, vecindarios únicos, cambios de elevación, túneles, puentes, colinas, caminos de tierra, saltos, caminos secretos, etc.
También según Steve Ranck, el juego contiene 20 personajes "con casi 1,000 líneas de diálogo hablado, 3 personajes jefes completamente animados" y 36 misiones en 6 etapas. 
Batman utiliza el software de visibilidad con licencia, Umbra 3, para manejar la eliminación de oclusiones en su juego. El sistema ha sido desarrollado por Umbra Software .